# Sancho Lyttle
Sancho Tracy Constance Lyttle, coneguda com a Sancho Lyttle (Kingstown, Saint Vincent i les Grenadines, 20 de setembre de 1983), és una exjugadora espanyola de bàsquet.

## Biografia
Després de dues reeixides temporades amb el Perfumerías Avenida de Salamanca, al maig de 2011 fitxa pel Ros Casares València. En 2012 fitxa pel Galatasaray Medical Park i en 2015 signa per l'Iekaterinburg Rus.
El 26 de juny de 2010 se li concedeix la nacionalitat espanyola acordat pel Consell de Ministres per carta de naturalesa. Poc després de temps s'incorpora a la selecció. Amb el seu fitxatge es dona un salt de qualitat espectacular en aportar el seu joc d'elit mundial al lloc de pivot, la qual cosa es va reflectir immediatament amb una històrica medalla de bronze en el Mundial d'aquest mateix estiu.
El 2013, el 30 de juny es proclama campiona d'Europa amb la selecció després de guanyar França, precisament al seu país, la final de l'Eurobasket de 2013 per un ajustadíssim 70-67, fent 20 punts en la final i convertint-se en la MVP del torneig.

## Palmarès
- Bronze, Mundial 2010 – República Txeca.
- Or, Eurobasket 2013 – França.
- Plata, Mundial 2014 – Turquia.

## Palmarès a nivell de clubs
- Temporada 2009-2010, Subcampiona de Lliga i Copa de la Reina, Perfumerías Avenida Salamanca.
- Temporada 2010-2011, Campiona de Lliga, Supercopa d'Espanya i Eurolliga, Perfumerías Avenida Salamanca.
- Temporada 2011-2012, Campiona de Lliga i Eurolliga, Ros Casares.
- Temporada 2013-2014, Campiona d'Eurolliga, Galatasaray.